# Alexa Feser
Alexa Feser (Wiesbaden, 30 december 1979) is een Duits zangeres. Haar naam wordt soms als Alexa Phazer geschreven, onder die naam bracht ze haar eerste album uit.
In 2015 neemt Feser deel aan Unser Song für Österreich, het programma dat het lied dat Duitsland naar het Eurovisie Songfestival stuurt, moet bepalen.
Feser begon op vierjarige leeftijd met pianoles. Haar grootvader was een succesvol jazzpianist in New-York. Ze schrijft haar muziek en teksten zelf, hoewel ze geen notenschrift kan lezen.

## Discografie

### Albums
- 2008, Ich gegen mich
- 2014, Gold von morgen
- 2017, Zwischen den Sekunden
- 2019, A![5]

- Gemeinsame Normdatei: 135644070
- International Standard Name Identifier: 0000 0000 2006 6067
- MusicBrainz: 1b3b1758-1756-43c8-be38-30e7c1ec3fbf
- Virtual International Authority File: 77535162
- WorldCat: E39PBJkdhydhpQFD8PqTrMR7pP